# La Llanada
La Llanada es un municipio colombiano ubicado en el departamento de Nariño. Se sitúa a 140 kilómetros de San Juan de Pasto, la capital del departamento.

## Historia
Fue elevado a la categoría de municipio el 27 de agosto de 1991.
El municipio de la Llanada, fue constituido en relativos tiempos recientes, cuando en años anteriores hacía parte de la jurisdicción de Los Andes Sotomayor, pero que de acuerdo a su especialidad, demografía y modelos productivos existentes, justifica la nueva conformación política - administrativa, que sin duda ha contribuido a implementar nuevos mecanismos y formas de desarrollo local. La minería aurífera de filón especialmente, desde años atrás, ha sido el modelo productivo económico, encargado de generar los procesos de desarrollo municipal, bajo la característica especial de ser el recurso natural no renovable de mayor importancia e identidad sociocultural para la población y comunidad en general.
El municipio de La Llanada fue creado mediante ordenanza 026 de 1989 y se constituyó como municipio el 27 de agosto de 1991

## Geografía

### Descripción Física
El Municipio del La Llanada, Está ubicado a 140 kilómetros al noroccidente de la ciudad de San Juan de Pasto. Con una altura sobre el nivel del mar de 2300 metros, la Temperatura media es de 15 grados centígrados, posee una área aproximada de 245 kilómetros cuadrados, posee una población aproximada a 7.755 habitantes ,la precipitación media anual es de 1.500 milímetros, su territorio es predominante montañoso, se destacan los accidentes orográficos de La Loma de San Antonio y La Cuchilla de Cutuales. Estas tierras se distribuyen en pisos térmicos cálido, templado y frío, y están bañadas por las aguas de los ríos Cuembí, Indumbí, Pascual, Saspí, Sambiambí y Telembí, además de otras quebradas de menor caudal.
El Municipio de la Llanada dispone de unos hermosos lugares que pueden ser visitados y admirados por propios y extraños, es el caso de los antiguos molinos de triturar las piedras para sacar el oro, así como los socavones construidos en los cerros que circundan a la población de la Llanada, también es de mucha belleza el monumento a la Virgen del Rosario en la parte sur de la población desde donde se puede divisar parte de la geografía occidental del departamento de Nariño entre los que se destaca el Volcán Galeras y el Río. Guaitara, para la parte montañosa todo es digno de apreciar desde sus ríos, fauna y flora. 
La cabecera Municipal está ubicada entre los 2240 y 2320 m s. n. m., el relieve se caracteriza por presentar pendiente leve de sentido norte - sur. 
La cabecera municipal se encuentra ubicado al occidente del territorio Municipal, sobre un terreno ligeramente inclinado en las inmediaciones de las quebradas del Cedro y Quebrada el Purgatorio; localizada en la zona entorno urbano, al igual que los lotes urbanos vacíos son utilizados en actividades agrícolas, en cultivos propios del piso térmico de estas localidades.
Límites del municipio:
- Por el de Sur con el municipio de Samaniego
- Por el Oriente con el municipio Linares
- Por el Occidente con el municipio Barbacoas
- Por el Norte con el municipio Los Andes Sotomayor

Extensión total:265 km²
Extensión área urbana:5 km²
Extensión área rural:260 km²
Altitud de la cabecera municipal (metros sobre el nivel del mar): 2300
Temperatura media: 15 °C
Distancia de referencia: 140 desde la ciudad de San Juan de Pasto.

## División Político-Administrativa
Aparte de su Cabecera municipal. La Llanada tiene bajo su jurisdicción los siguientes Centros poblados:
- Bolívar
- Vergel

#### Veredas
Además, el municipio está compuesto con las siguientes veredas:
La Palma, El Murciélago, El Maco, La Floresta, La Montaña, El Prado, Santa Rosa, San Francisco, El Palmar, La Florida,nEl Saspi, El Campanario, El Remate.